# Pleurothallis tonduzii
Pleurothallis tonduzii är en orkidéart som beskrevs av Rudolf Schlechter. Pleurothallis tonduzii ingår i släktet Pleurothallis och familjen orkidéer. Inga underarter finns listade i Catalogue of Life.